# Европейский ланцетник
Европейский ланцетник (лат. Branchiostoma lanceolatum) — вид хордовых из семейства ланцетниковых (Branchiostomatidae). Имеет промысловое значение. Также используется как модельный организм.

## Описание

Анатомия Branchiostoma lanceolatum

Длина до 6 см. Тело вытянутое, удлинённое. Существо жемчужно-белое и полупрозрачное.

## Распространение
Обитают в морях Атлантического и в части Индийского океана, куда они проникли через Суэцкий канал. В Атлантике встречаются от Норвегии и Шотландии на севере до Средиземного и Чёрного морей.